# Rudolf Bindschedler
Rudolf Bindschedler (* 8. Juli 1915 in Zürich; † 21. Oktober 1991 in Bern) war ein Schweizer Jurist, Hochschullehrer, Diplomat und Oberst. Er galt als eine der prägendsten Persönlichkeiten der schweizerischen Aussenpolitik nach dem Zweiten Weltkrieg. Als juristischer Berater von fünf Bundesräten sowie als international anerkannte Autorität im Völkerrecht prägte er die schweizerische Neutralitätspolitik massgeblich mit und trug wesentlich zur Positionierung der Schweiz als glaubwürdige Vermittlerin im Kalten Krieg bei.

## Leben und Werk

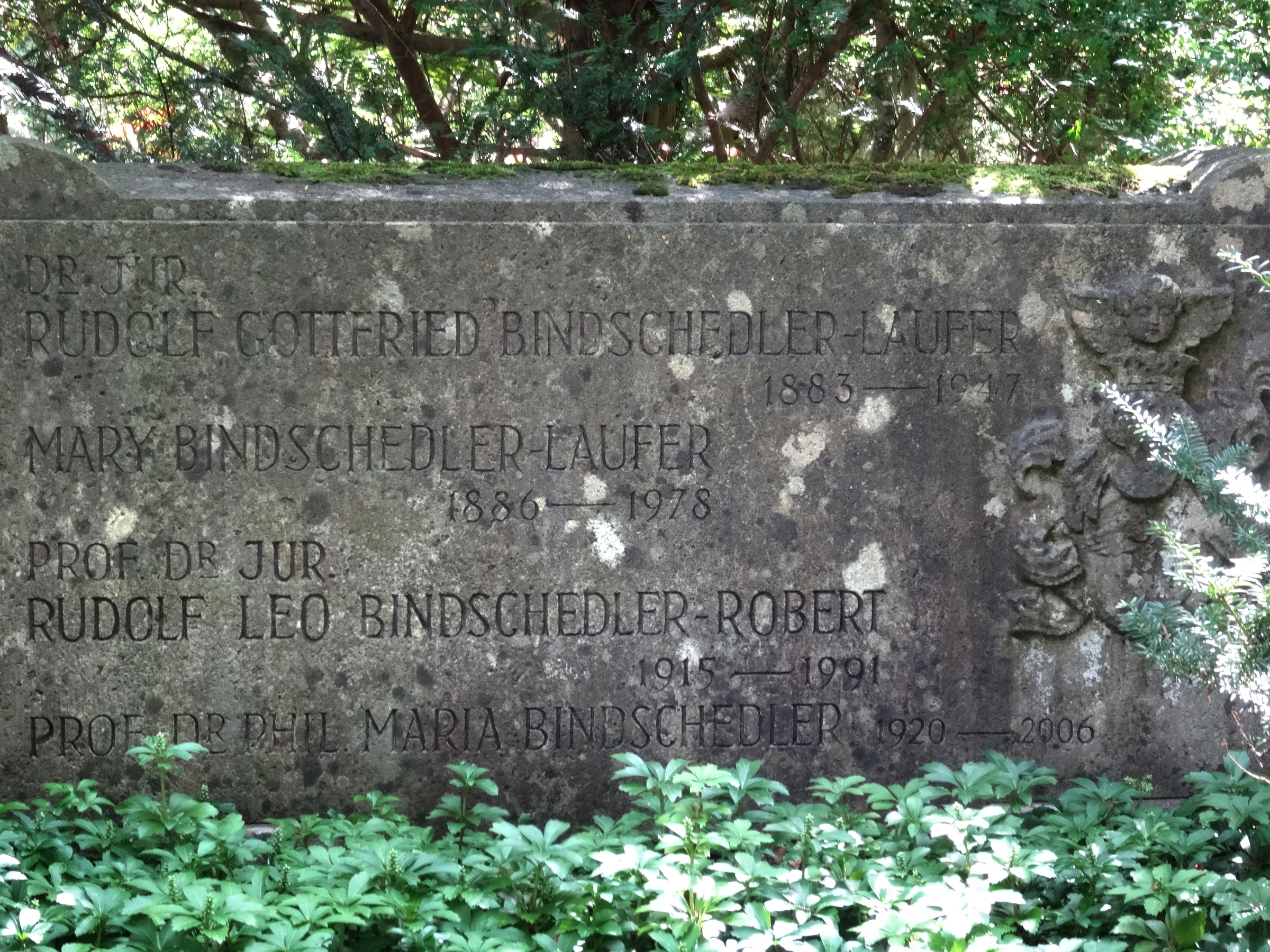
Familiengrab, Friedhof Enzenbühl, Zürich

Rudolf Bindschedler war der Sohn des Rudolf Gottfried Bindschedler und der Anna Marie, geborene Laufer (1886–1978). Seine Schwester war Maria Bindschedler. 
In Zürich wuchs Ernst Rudolf mit seiner Schwester auf. Er besuchte dort die Schulen bis zur Maturität. Bindschedler studierte Rechtswissenschaften an der Universität Zürich und Paris. 1943 trat er in das Eidgenössische Departement (EDA) ein. Ab 1950 leitete er den Rechtsdienst. Bindschedler fiel rasch durch seine analytische Schärfe und seine unkonventionelle Denkweise auf. Er war kein typischer Beamter, sondern ein unabhängiger Denker mit wissenschaftlicher Strenge und einer hohen Bereitschaft zur Verantwortung. Schon in den 1950er Jahren war er als juristischer Chefberater des Eidgenössischen Politischen Departements unentbehrlich. Er verstand es, politisches Gespür mit juristischer Präzision zu verbinden.
Ab 1950 war er Privatdozent und von 1956 bis 1985 ausserordentlicher Professor an der Universität Bern. Von 1961 bis 1980 war Bindschedler als völkerrechtlicher Rechtsberater des Politischen Departements tätig. Seine Vorlesungen waren geprägt von lebendiger Dialektik: Streitgespräche mit Kollegen aus Geschichte oder Soziologie betrachtete er als didaktisches Mittel zur Erkenntnisgewinnung. Viele seiner Studierenden gingen später selbst in die Diplomatie oder die akademische Lehre.
1963 wurde er in den Internationalen Gerichtshof in Den Haag als Mitglied des ständigen Schiedsgerichtshofs gewählt.

## Vertrauter der Bundesräte und Gestalter der Aussenpolitik
In der Rolle des Rechtsberaters diente Bindschedler unter fünf Aussenministern: Max Petitpierre (1899–1994), Friedrich Traugott Wahlen (1899–1985), Willy Spühler (1902–1990), Pierre Graber (1908–2003) und Pierre Aubert (1927–2016). Mit analytischer Tiefe, aber auch mit einer oft unbequemen Offenheit beeinflusste er politische Entscheidungsprozesse. Seine Gutachten waren für ihre wissenschaftliche Fundierung und präzise Sprache bekannt.
Bindschedler kämpfte für eine aktivere Aussenpolitik der Schweiz, die sich mit internationalem Engagement vereinbaren liess, ohne die Neutralität zu gefährden. Früh forderte er eine strukturelle Verankerung des Völkerrechts im Staatswesen. So wurde er Chefdelegierter der Schweiz bei der Konferenz über Sicherheit und Zusammenarbeit in Europa (KSZE). Eine internationale Anerkennung der besonderen Art war die 1963 erfolgte Wahl Rudolf Bindschedlers zum Mitglied des Ständigen Schiedsgerichtshofes in Den Haag.

## Militärischer Werdegang
Parallel zur juristischen Laufbahn engagierte sich Bindschedler als Milizoffizier. Als Jugendlicher hatte er das Reiten gelernt, 1937 wurde er Hochschulmeister. Während des Aktivdienstes im Zweiten Weltkrieg diente er in der Kavallerie. Besonders hervorgehoben wurden sein Taktisches Verständnis, seine Entscheidungsfreude und seine klare Befehlsgebung. Schliesslich übernahm er im Rang eines Oberst in den 1960er Jahren das Kommando über das Dragonerregiment 4.

## Familie und Persönliche Prägung
Bindschedler war mit Denise Bindschedler-Robert verheiratet. Die Ehe war nicht nur familiär, sondern auch geistig geprägt – beide teilten die Überzeugung, dass das Recht der Sicherung des Friedens dienen müsse. Gemeinsam hatten sie drei Kinder: Die Söhne Rudolf Pierre (1951) und Georges Leo (1953) schlugen beide juristische Laufbahnen ein. Die Tochter Catherine Anne (1954) wurde Heilpädagogin und arbeitete mit schwer mehrfachbehinderten Kindern.
Die Familie lebte in Bern, war aber eng mit dem Zürcher Bildungsbürgertum verbunden. Neben dem beruflichen Engagement pflegte Bindschedler eine diskrete, aber tief verankerte bürgerliche Kultur.
In der NZZ würdigte ihn Bundesrat Willy Spühler als eigenständigen Kopf, der sich nie zur Parteigängerei habe hergeben lassen. Ernst Rudolf Leo Bindschedler verstarb am 21. Oktober 1991 in Bern. Seine letzte Ruhestätte fand er auf dem Friedhof Enzenbühl in Zürich.